# Stazione di Cerea
Stazione di Cerea vasútállomás Olaszországban, Veneto régióban, Cerea településen.

## Vasútvonalak
Az állomást az alábbi vasútvonalak érintik:
- Mantova-Monselice-vasútvonal
- Verona-Rovigo-vasútvonal

## Kapcsolódó állomások
A vasútállomáshoz az alábbi állomások vannak a legközelebb: 
- Stazione di Legnago
- Stazione di Bovolone
- Stazione di Sanguinetto